# Habsburg–Estei Ferdinánd Károly József főherceg
Habsburg–Estei Ferdinánd Károly József főherceg (Erzherzog Ferdinand Karl Joseph von Österreich-Este) (Milánó, 1781. április 25. – Ebenzweier kastély, Altmünster am Traunsee, 1850. november 5.), osztrák tábornagy, Mária Terézia császárné unokája, a napóleoni háborúk idején császári főhadparancsnok, 1816–32-ig a magyarországi hadak főparancsnoka, 1832-től Galícia császári főkormányzója, Erdély kommisszáriusa.

## Élete

### Származása, testvérei
Ferdinánd Károly József főherceg 1781-ben született Milánóban, a Habsburg Birodalomhoz tartozó Lombardia tartomány fővárosában. Édesapja Ferdinánd Károly Antal osztrák főherceg (1754–1806) volt, I. (Lotaringiai) Ferenc német-római császár és Mária Terézia császárné fia, Lombardia főkormányzója, II. József császár öccse.
Édesanyja Estei Mária Beatrix modenai hercegnő (Principessa Maria Beatrice Ricciarda d'Este, duchessa di Modena, 1750–1829) volt, III. Herkules Regináld (Ercole III. Rinaldo d’Este) hercegnek, Modena és Reggio Hercegség trónörökösének, 1780-tól III. Herkules néven Modena utolsó Este-házi uralkodó hercegének és a Cybo–Malaspina családból származó Mária Terézia hercegnőnek (1725–1790), 1731-től Massa és Carrara Hercegség uralkodó hercegnőjének egyetlen élő leánya, az Este-ház utolsó tagja, és az Este hercegi birtokok örököse.
A szülők 1771-ben kötött házasságukkal megalapították a Habsburg–Lotaringiai-ház Este–Modenai mellékágát (Haus von Österreich-Este). 10 gyermekük született, heten érték meg a felnőttkort. Ferdinánd Károly volt a hatodik, a fiúk közül a második.
- József Ferenc főherceg (*/† 1772), születésekor meghalt.
- Mária Terézia Johanna főhercegnő (1773–1832), aki I. Viktor Emánuel szárd–piemonti királyhoz ment feleségül.
- Jozefina főhercegnő (1775–1776), kisgyermekként meghalt.
- Mária Leopoldina főhercegnő (1776–1848), aki Károly Tivadar (Theodor) pfalzi és bajor választófejedelemhez, majd Ludwig von Arco grófhoz ment feleségül.
- Ferenc József Károly főherceg (1779–1846), 1814–1846-ig IV. Ferenc néven Modena uralkodó hercege , aki Savoyai Mária Beatrix szárd királyi hercegnőt vette feleségül.
- Ferdinánd Károly József főherceg (1781–1850) császári tábornagy.
- Miksa József főherceg (1782–1863) tüzértábornok, erődítési szakértő, 1835–63-ig a Német Lovagrend 56. Nagymestere.
- Mária Antónia főhercegnő (1784–1786), kisgyermekkorban meghalt.
- Károly Ambrus főherceg (1785–1809) magyar hercegprímás, 1808-tól esztergomi érsek.
- Mária Ludovika Beatrix főhercegnő (1787–1816), aki I. Ferenc osztrák császár harmadik felesége lett.

### Katonai pályájának kezdete
1794-ben, 13 éves korában kinevezték a 3. huszárezred tulajdonosává (azaz tiszteletbeli parancsnokává). Az ezred 1798-ban felvette a tulajdonos nevét (Husarenregiment Nr. 3. „Erzherzog Ferdinand d’Este”), és ezt a főherceg haláláig, 1850-ig viselte.
1799-ben befejezte tanulmányait a bécsújhelyi Mária Terézia Katonai Akadémián (Theresianische Militärakademie), és belépett a császári hadseregbe. Még abban az évben hadbavonult Bonaparte tábornok ellen.

### A napóleoni háborúk katonája

#### A második koalícióban
1799 márciusában, a Bonaparte Napóleon elleni második koalíciós háború kezdetén az ifjú főherceget unokabátyja, Károly főherceg, Teschen hercege alárendeltségébe helyezték, aki a Svábföldön álló császári-királyi főerő parancsnoka volt. Károly beosztott tisztjeként vett részt a hadjárat győzelmes ütközeteiben, március 21-én Ostrachnál, március 25-én Stockachnál, és június 4-én az első első zürichi csatában is. 
1800 tavaszán altábornagyi (Feldmarschalleutnant) rangot kapott, és hadosztályparancsnokká (Divisionär) nevezték ki a svábföldi császári-királyi főerőben, Károly főherceg utódjának, Kray Pál táborszernagynak (1735–1804) főparancsnoksága alatt. Csapataival együtt harcolt a tavaszi hadjárat szerencsétlen kimenetelű ütközeteiben Engennél (május 3-án), Meßkirchnél (május 5-én), és Biberachnál (május 9-én. Amikor Kray táborszernagy az ulmi erődbe kényszerült visszavonulni, a főherceg Ulm környékén harcolt a franciákkal, váltakozó sikerrel. Május 15-én Erbachnál Ferdinánd Károly vezette Kray második támadó oszlopát, 5 zászlóaljat és 14 lovas svadront, Legrand francia tábornok (1762–1815) hadosztálya ellen. A támadás kivetette Legrand csapatait Erbachból és Frauenstettenből, és rendezetlenül menekültek vissza Dischingenig. Ferdinánd Károly volt az egyetlen osztrák parancsnok, aki aznap sikeres akciót hajtott végre. Mivel azonban a többi császári hadoszlop parancsnokaitól, Sztáray Antal (1740–1809) és Lindenau (1752–1817) tábornokoktól nem kapott támogatást, a sikert nem tudta kiaknázni.
1800. május 5-én, az erolzheimi csatában Ferdinánd Károly már egy fő támadó oszlopot vezetett (23 zászlóaljat és 26 lovas svadront), de nem kedvezett neki a hadiszerencse. Kray Pál táborszernagyot ebben az évben leváltották a főhadparancsnoki tisztségből, helyére I. Ferenc császár öccsét, a mindössze 18 éves János főherceget, Ferdinánd Károly unokafivérét nevezték ki.
Az 1800–1801. évi téli hadjáratban Ferdinánd Károlyt egy hadosztály (6 zászlóalj és 12 lovas svadron, összesen 8250 ember) parancsnokává nevezték ki, Kienmayer altábornagy (1755–1828) jobb szárnyát képező hadtestben. 1800. december 3-án a hohenlindeni erdei csata során a főherceg Harthofen és Reithofen térségében (ma mindkettő Pastetten község része) régi ulmi ellenfelével, Legrand tábornok hadtestével került szembe. A csata az osztrákok számára katasztrofális vereséget hozott. Ferdinánd Károly hadosztályával a Saalach folyó mentén vonult vissza Salzburgba. Még a város előtt folyó utóvédharcokban is személyesen irányította hadosztályát. A harcmezőn tanúsított vitézségéért és körültekintő csapatparancsnoki ténykedéséért 1801. augusztus 18-án megkapta a Katonai Mária Terézia-rend (MMThO) lovagkeresztjével tüntették ki.

#### A harmadik koalícióban
1805. szeptember 1-jén, 24 évesen lovassági tábornokká léptették elő. A franciák elleni harmadik koalíció szervezésekor – ifjú kora ellenére – őt nevezték ki a Svábföldön felvonuló császári főerő (72 000 katona) névleges főparancsnokává. Háború esetére azonban, tiltakozása ellenére, I. Ferenc császár kifejezett utasítására, Mack báró altábornagynak (1752–1828), a hadsereg főszállásmesterének (Generalquartiermeister) alárendeltségébe helyezték, és csak a III. hadtestet vezethette. Mack utasítására az osztrák hadsereg a Duna mentén az Iller folyó felé nyomult. Mack makacsul úgy hitte, Napóleon visszavonulóban van. Ferdinánd főherceg és Karl Philipp zu Schwarzenberg herceg, a két hadtestparancsnok előre látták Ulm bekerítésének veszélyét, gyors visszavonulást sürgettek, Mack mégis Ulmban maradt. Ney marsall hadereje Ulm és Günzburg között a hátukba került. Október 9-én Günzburgnál szétverte a III. hadtestet, majd október 14-én az elchingeni csatában a főerőt is. Mack altábornagy megadta magát, fogságba került, de Ferdinánd Károly főherceg és Schwarzenberg altábornagy 2 000 lovassal Geisligennél átvágták magukat a francia vonalakon. Murat üldöző lovassága elől menekülve október 13-án megpróbáltak egyesülni az Ulmból kijutott Werneck altábornagy (1764–1839) hadtestével, de Murat lovassága október 17-én Wernecket is megadásra kényszerítette. Ferdinánd lovasaival kivágta magát Oettingen felé, itt 18-án csatlakoztak hozzá a Werneck-hadtest szétvert maradványai, Friedrich von Hohenzollern-Hechingen herceg altábornagy (1757–1844) vezetése alatt. A sebesen közeledő francia üldöző lovasság elől tovább kellett menekülniük Nördlingenen, Nürnbergen, Creußenen, Bayreuthon és Weißenstadton keresztül Csehország felé. A lovascsapat 350 kilométert tett meg 8 nap alatt, és teljesen kimerülve érkezett meg október 22-én Eger városába (ma: Cheb).
Ezután Ferdinánd főherceget csehországi haderőszervezéssel bízták meg. November folyamán megszervezte a helyi népfelkelést, a Landsturmot, mozgósította a teljes fegyverfogható lakosságot. A döntő austerlitzi csata előtti napokban Pilsen (ma: Plzeň) térségében egy 10 000 emberből álló hadtest (14 zászlóalj és 18 svadron lovasság) parancsnokaként megbízták, vonuljon a döntő csatára gyülekező ellenséges csapatok ellen.
November 29-én hírt kapott, hogy az egyesült orosz-osztrák főerő megindult az Olschan-i táborból (Olmütz közeléből). November 30-án Ferdinánd is elindult Czaslauból (ma: Čáslav), és Deutschbrod (ma: Havlíčkův Brod) felé vonult. Meglepetésszerűen rajtaütött a franciákkal szövetséges bajor hadsereg itt álló hadtestén (10 zászlóalj és 12 lovas svadron), amelyet Wrede vezérőrnagy (1767–1838) vezetett. A váratlan támadás elől a Wrede-hadtest visszavonult Iglauba (ma: Jihlava). Ferdinánd hadteste szorosan Wrede nyomában maradt, és egészen az austerlitzi csata napjáig fedezte a koalíciós haderő jobbszárnyát. December 2-án Wonaunál, majd 5-én Steckennél sikeres csatákat vívott a bajorokkal. Győzelmeivel megakadályozta, hogy a Wrede-hadtest csatlakozhasson a Bernadotte marsall által vezetett francia főerőhöz. A hadisiker azonban nem befolyásolta a december 2-án lefolyt austerlitzi csata eredményét, ahol az osztrák-orosz koalíció súlyos vereséget szenvedett, és december 6-án fegyverszünetre kényszerült.
A pozsonyi békeszerződés megkötése (1805. december 26. után) Ferdinánd főherceget a Magyarországon, valamint Cseh- és Morvaországban állomásozó császári haderők főparancsnokává nevezték ki.

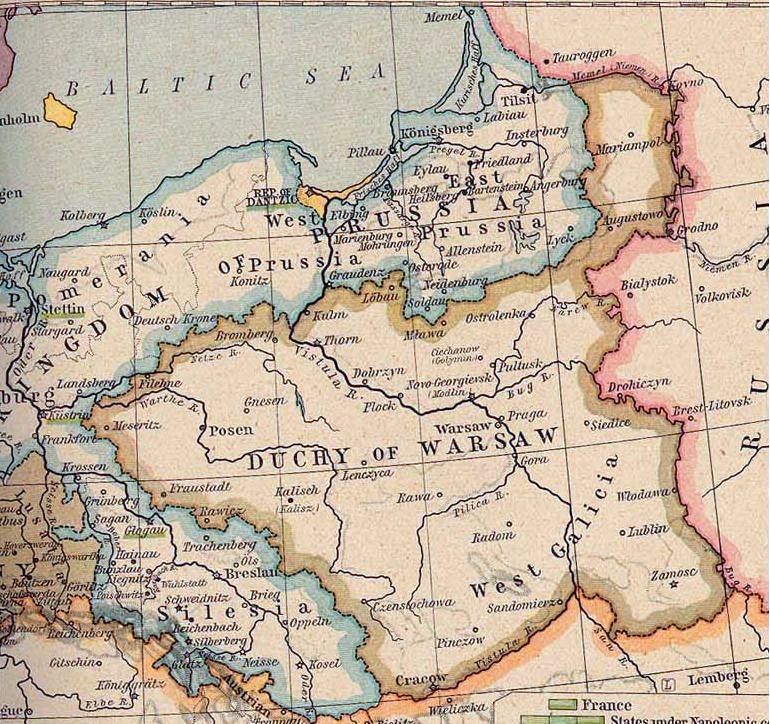
A Varsói Hercegség (1807-1815).

#### Az ötödik koalícióban
1809-ben, az ötödik koalíciós háború kitörésekor megkapta a Krakkó térségében gyülekező császári VII. hadtest parancsnokságát, azzal a feladattal, hogy a franciákkal szövetséges Varsói Hercegségben kutassa fel és semlegesítse a lengyel hadsereget, és amint lehet, vonuljon az Elba folyóhoz. A legrosszabb esetben Galíciát, Morvaországot és a stratégiai fontosságú kárpáti hágókat kellett biztosítania. 1809. április 15-én 36 000 emberével Sziléziában a Visztula mentén vonult fel, átkelt a Pilica folyón, és benyomult a Varsói Hercegségbe. Sikertelenül próbálta rábírni a lengyel nemességet egy Napóleon és varsói helytartója elleni felkelésre.
Április 19-én varsótól délnyugatra, az Utrata folyónál, Rascyn (ma: Raszyn) térségében megütközött a Poniatowski herceg (1763–1813) marsall, hadügyminiszter által vezetett lengyel hadsereggel, amely 14 000 katonát és 28 ágyút vonultatott fel. Ferdinánd veresége hajszálon múlt, a csata sorsát a harcedzett osztrák vértes lovasság  (az 5. „Sommariva” és a 7. „Lothringen” ezredek) fordították meg. A vereség nyomán április 21-én Poniatowski herceg kénytelen volt kiüríteni a fővárost, ahová Ferdinánd csapatai vonultak be.
Poniatowski marsall Varsó alól kelet felé húzódott vissza, és kitért a további osztrák támadások elől. A Hercegség fontos erődítményei azonban továbbra is a lengyel hadsereg kezén maradtak. Varsó elfoglalása után Ferdinánd észak felé vonult, és megostromolta Thorn (ma: Toruń) erődjét, de május 15-én vereséget szenvedett a város falai előtt. Közben május 5-én I. Sándor orosz cár is hadat üzent a Habsburg Birodalomnak.
Eközben Poniatowski ellentámadásba lendült. Hadseregével bevonult a gyengén védett Osztrák-Galíciába, 1809. május 14-én bevette Lublint, május 18-án Sandomirt (ma: Sandomierz), május 20-án Saybuscht (ma: Żywiec), május 31-én a fővárost, Lemberget is. Dąbrowski tábornok (1755–1818) csapatai átkeltek a Bzura folyón, és a Thornnál álló osztrákokat csak a dél felé történő azonnali gyors visszavonulás menthette meg attól, hogy elvágják Krakkói támaszpontjától. Ferdinándnak június 2-án fel kellett adnia Varsót is. Galícia felé vonulva június 18-án Sandomierznél megpróbálkozott egy kétségbeesett rohammal az üldözők megállítására, de Poniatowski hadseregét, amelyet nagyszámú lengyel népfelkelő csapat is erősített, nem tudta döntő csatára kényszeríteni. Ferdinánd úgy döntött, Krakkóba vonul vissza, elpusztít minden hadi fontosságú létesítményt, és ott várja be az unokabátyja, Károly főherceg által vezetett főerőt, és azzal egyesülve döntő csatát áll. Poniatowski azonban elfoglalta Krakkót és Galícia nagy részét is, ahol Habsburg-ellenes felkelést szervezett. Az osztrák Haditanács által elterelőnek szánt hadművelet katasztrófába torkollott.
A Károly főherceg hadaival való való egyesülésre azért nem kerülhetett sor, mert Napóleon 1809. július 5–6-án a wagrami csatában vereséget mért az osztrák főerőre, ennek nyomán a július 11-én aláírt fegyverszünettel a harcok lezárultak.

#### Utolsó csatái Napóleon ellen
Az 1809-es hadjárat után Ferdinánd Károly főherceg csak 1815-ben szolgált ismét aktív harctéri parancsnokként, a hetedik koalíció rövid háborúja során, amikor Napóleon visszatért Elba szigetéről. 1815 júniusában az osztrák tartalékhadtest (5 hadosztály) parancsnokává nevezték ki a koalíciós haderő Felső-Rajnai Hadseregében, Schwarzenberg herceg főhadparancsnoksága alatt. Két hadosztállyal átkelt a Rajnán, de közben lezajlott a waterlooi csata, így a főhercegnek már nem nyílt alkalma jelentősebb ütközetbe bocsátkozni.

### A bécsi kongresszus után
A napóleoni háborúk végleges lezárulása után, 1816–1830 között ismét Ferdinánd Károly főherceg töltötte be a magyarországi főhadparancsnoki tisztséget. 1832-ben kinevezték Galícia polgári és katonai főkormányzójává (Generalgouverneur), és átmenetileg őt bízták meg a „kommisszáriusi” („fizetőmesteri”, azaz pénzügyi főmegbízotti) tisztség betöltésével is Galíciában és Erdélyben. Időközben tábornaggyá (Generalfeldmarschall) nevezték ki.
Az ingatag tartomány főkormányzója Lembergben tartotta székhelyét. A helybéli nemesi csoportok azonban, akikkel érintkezett, megtévesztették, így gondatlanná vált. Teljesen váratlanul érte az 1846-os galíciai felkelés kitörése. Rövidesen lemondott főkormányzói tisztségéről, visszavonult itáliai birtokaira. Az 1848–49-es forradalom és szabadságharc idején javarészt Itáliában tartózkodott, hadi eseményekben nem vett részt.  

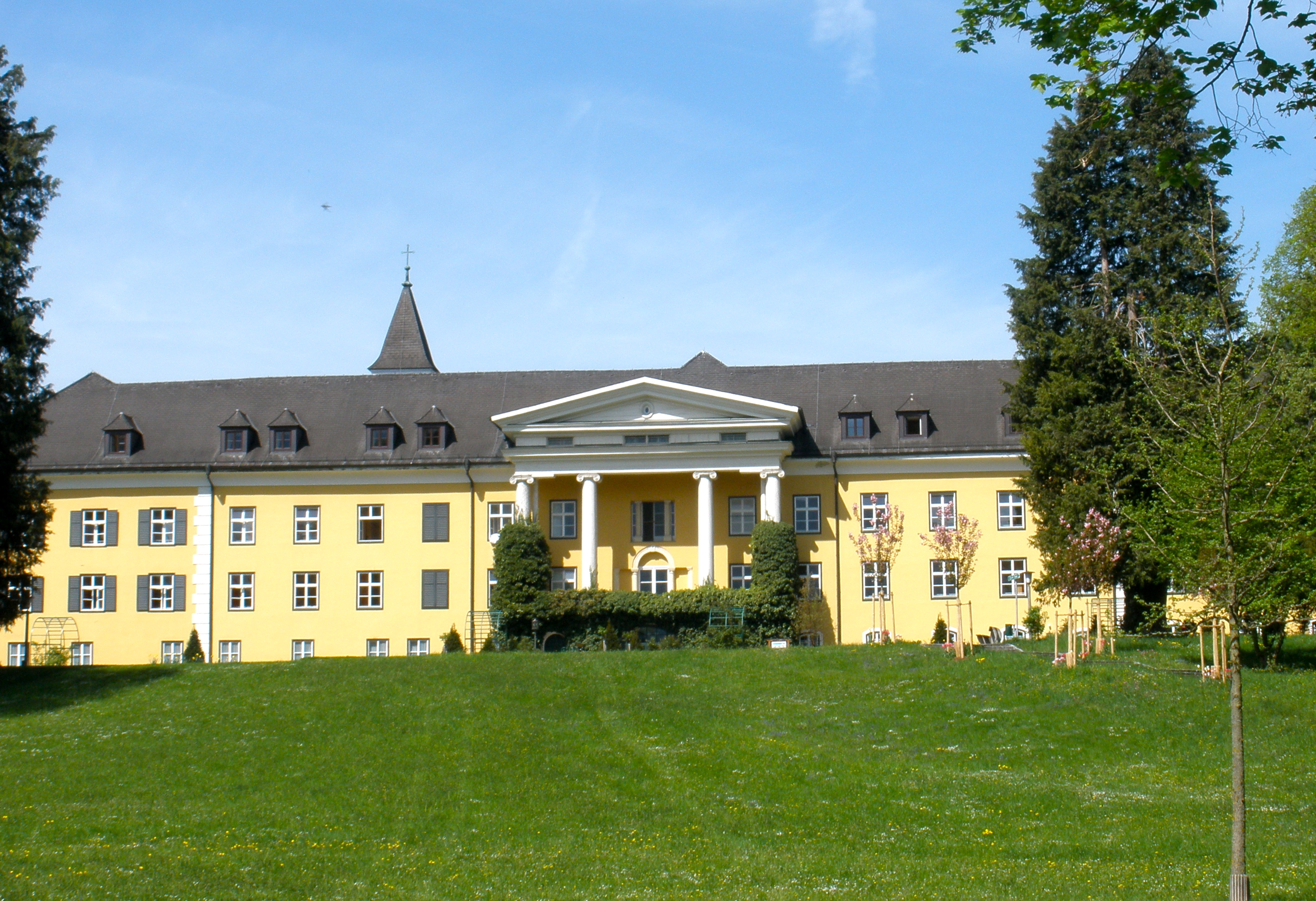
Az Ebenzweier kastély

Ferdinánd Károly József főherceg, a kiváló harctéri csapatparancsnok 1850. november 5-én hunyt el öccsének, Miksa József főhercegnek birtokán, az Ebenzweier kastélyban, a Traunsee melletti Altmünsterben, a felső-ausztriai Gmunden közelében.

## Külső hivatkozások
- Életrajz, pályafutás
- Életrajzi adatok, családfa